# (73575) 4789 P-L
(73575) 4789 P-L – planetoida z grupy przecinających orbitę Marsa okrążająca Słońce w ciągu 3,3 lat w średniej odległości 2,22 j.a. Odkryta 24 września 1960 roku.